# Gertrud Kihlgren
Gertrud Franciska Barbara Kihlgren, född 31 juli 1856 i Stockholm, död 26 januari 1938 i Bromma församling, var en svensk organist.
Kihlgren var dotter till grosshandlaren Carl Friedrich Wilhelm Kluth (1823–1860) och Ingeborg Röhl (1826–1874) samt gift första gången med officeren Carl Herman Åstedt (1851–1892) och andra gången med direktören Nils Martin Kihlgren (1871–1942). Hon genomgick Slavonska skolan i Stockholm och utexaminerades 1875 från Kungliga Musikkonservatoriet med högsta betyg i orgelspelning. Hon blev organistvikarie vid Katolska kyrkan i Stockholm 1871 och var ordinarie organist där från 1874. Hon tilldelades Kungliga Patriotiska Sällskapets stora guldmedalj, Kungliga Musikaliska Akademiens jetong och Mazerska medaljen. Gertrud Kihlgren är begravd på Katolska kyrkogården i Stockholm.